# 市橋保雄
市橋 保雄（いちはし やすお、1920年〈大正9年〉12月3日 - 1984年〈昭和59年〉11月8日）は、日本の政治家。新潟県両津市（現・佐渡市）長（3期）。

## 経歴
新潟県出身。新潟県立佐渡中学校（現・新潟県立佐渡高等学校）を経て、1941年、東京外国語学校（現・東京外国語大学）卒。翌年、陸軍に入隊し、中尉で終戦を迎える。その後は県立新潟高等女学校（現・新潟県立新潟中央高等学校）教諭となり、1962年、両津市議会議員に当選し、4期務め、議長も務めた。1974年、両津市長に当選、1978年、1982年と続けて再選した。3回目の当選の翌年の1983年に市長を辞職した。
1984年（昭和59年）11月、肝硬変に肝不全を併発し死去した。